# Braunes Wasser (Holtemme)
Das Braune Wasser (früher Braunwasserbach genannt) ist ein südwestlicher und rechter Zufluss der Holtemme im Harz. Der Bach fließt im Stadtgebiet von Wernigerode im sachsen-anhaltischen Landkreis Harz.

## Verlauf
Das Braune Wasser verläuft gänzlich im Naturpark Harz/Sachsen-Anhalt und im Harz. Es entspringt im Südwesten des Wernigeroder Stadtgebiets auf bewaldeten Hängen oberhalb des Hohnebruchs, das östlich unterhalb des von den Hohneklippen gekrönten Hohnekamms (900,6 m) und etwas nördlich bis nordwestlich von Drei Annen Hohne liegt. Der Oberlauf entsteht aus zwei kurzen Bächen: Der linke entspringt auf etwa 690 m Höhe und der echte auf rund 655 m Höhe; beide vereinigen sich auf etwa 592 m Höhe.
Der überwiegend nordostwärts fließende und im Oberlauf den Ottofels östlich passierende Bach durchläuft durch das Thumkuhlental und nimmt nach Passieren der Thumkuhlenköpfe (559,1 m) den von Süden heran fließenden Drängetalbach auf.
Das Braune Wasser mündet etwas südwestlich oberhalb vom Bahnhof des Wernigeroder Ortsteils Hasserode der Harzquer- und Brockenbahn auf 237,9 m Höhe in den dort von Westsüdwesten kommenden Bode-Zufluss Holtemme.

## Sonstiges
Das Braune Wasser wurde im 16. Jahrhundert Braunwasserbach genannt. Nach dem Bach ist eine Straße in Hasserode benannt. Das Gewässer war vom 17. bis zum 19. Jahrhundert teilweise Grenzfluss des preußischen Amtes Hasserode.